# Guido Buchwald
Guido Buchwald (ur. 24 stycznia 1961 w Berlinie Zachodnim) – niemiecki piłkarz grający na pozycji obrońcy. Z reprezentacją Niemiec, w której barwach rozegrał 76 meczów, zdobył mistrzostwo świata w 1990 roku oraz wicemistrzostwo Europy w 1992. W 2005 otrzymał Order Zasługi Badenii-Wirtembergii.

## Sukcesy piłkarskie
- mistrzostwo Niemiec 1984 i 1992, finał Pucharu Niemiec 1986 oraz finał Pucharu UEFA 1989 z VfB Stuttgart.

W Bundeslidze rozegrał 325 meczów i strzelił 28 goli.
W reprezentacji Niemiec od 1984 do 1994 roku rozegrał 76 meczów i zdobył 4 bramki – mistrzostwo świata 1990 i wicemistrzostwo Europy 1992 oraz starty w Euro 1988 (półfinał) i Mundialu 1994 (ćwierćfinał).
W J-Lidze rozegrał 127 meczów i strzelił 11 goli.